# Kento Hashimoto
Kento Hashimoto (橋本 拳人, Hashimoto Kento) est un footballeur international japonais né le 16 août 1993. Il joue au poste de milieu de terrain au FC Tokyo.

## Biographie
Avec l'équipe du Japon des moins de 19 ans, il participe au championnat d'Asie des moins de 19 ans en 2012. Le Japon est éliminé en quart de finale par l'Irak.
Avec le club du FC Tokyo, il participe à la Ligue des champions d'Asie en 2017.